# Гипс за ходање
Гипс за ходање је чврсти гипсани завој подстављен на потколеницу (од метатарзалних зглобова до фибуларне главе и намењен је имобилизацији стопала и скочног зглоба) или целу ногу пацијента (од зглоба кука до метатарзалних зглобова). За разлику од гипсаног завоја намењеног за лежење, са овим гипсаним завојем пацијент може да гази сопственим ногама, у зависности од медицинске индикације и уз помоћ потпачушних штака или шеталица. Гипс за ходање се користи када је истовремено потребна имобилизација, али и очување  покретљивости тела.  

## Опис
По узору на ђон ципела, на гипс за ходање као помоћно средство за ходање, поставља се штикла од дрвета или пластике која је уливена у гипсани завој. Постоји и могућност да се уз помоћ чичак траке на ову штиклу фиксира ђон са површином за ходање окренутом надоле према поду.
Потплата се често користи у комбинацији са синтетичким гипсом . У прошлости, штикла за ходање се скоро увек користио са гипсом за ходање, али су се потплата већ неко време усталили, јер им је  предност што пацијент може скоро нормално да ослања стопало.
Гипс за ходање није прикладно за већину деце млађе од 3 године.

## Упозорења и уобичајене грешке
- Наношење гипса на отечену ногу/стопало може довести до компартмент синдрома.
- Превише чврсто наношење памучне подлоге може предиспонирати компартмент синдрома..
- Ако се појави утрнулост, пецкање или осећај стезања, лекар мора бити обавештен о томе.[1]